# Asíndeton
El asíndeton es una figura literaria que consiste en omitir las conjunciones o nexos que normalmente aparecerían dentro de una enumeración, utilizando en su lugar una mera pausa (entonación de coma). Esta ausencia de nexos confiere al texto una mayor fluidez verbal, al tiempo que transmite una sensación de movimiento y dinamismo o de apasionamiento, y contribuye a intensificar la fuerza expresiva y el tono del mensaje. Su figura opuesta es el polisíndeton, que consiste en utilizar más conjunciones de las habitualmente usadas en el lenguaje.
En el terreno de la gramática, se recurre al asíndeton en la yuxtaposición de oraciones, suprimiendo el nexo que las une. Además de que no se pueden añadir características o rasgos de la persona de la que se está hablando en el poema o a quien está dirigido.

## Ejemplos
He aquí algunos ejemplos de asíndeton.

Llegué, vi, vencí (en latín, Veni, vidi, vici).
Julio César (siglo I a. C.)

Ella canta, baila, goza.
 Acude, corre, vuela,

 traspasa la alta sierra, ocupa el llano,

 no perdones la espuela,

 no des paz a la mano,

 menea fulminando el hierro insano
Fray Luis de León

Sé feliz, no esperes de los demás, espera mucho de ti
Anónimo

En todos ellos podemos ver el asíndeton. Como se puede ver, en ninguno de los ejemplos aparecen nexos.